# بيكان (زورق قاذف للصواريخ)
القارب الصاروخي الإيراني بيكان: (بالإنجليزية: Paykan) أو فرقاطة بيكان. هو مركبة هجوم سريعة. وهو من الفرقاطات أو الزوارق إيرانية الصنع القاذفة للصواريخ، التي تم تصنيعها من فئة مشروع (سينا)، وتم تدشينها في بحر قزوين عام 2003م. وتم تجهيز هذه الفرقاطة بـ (2-4) صواريخ سطح - سطح مضادة للسفن، بالإضافة إلى تجهيزها بمدفع رشاش عيار 76 ملم من طراز فجر 27 ومدفع مضاد للطائرات عيار 40 ملم. تُعرَف زوارق بيكان بأنها زوارق هجوم سريعة، محلية الصنع من طراز سينا. تتشابه فئة سينا تقريباً مع فئة كامان، وغالباً ما يُشار إلى كلٌ من بيكان وجوشن كأعضاء في فئة كامان. يُذكَر أن تقريراً أمريكياً صدر في 11 أيلول/ سبتمبر 2008م، أكد أن (معهد واشنطن لسياسة الشرق الأدنى) قال في تقرير له، إنه خلال العقدين الماضيين منذ فرض العراق الحرب على إيران، تفوقت الجمهورية الإسلامية في القدرات البحرية وأصبحت قادرة على شن حرب فريدة غير متكافئة ضد قوات بحرية أكبر. ووفقاً للتقرير، فقد تحولت البحرية الإيرانية إلى قوة ذات دوافع عالية، ومجهزة تجهيزاً جيداً، وممولة بشكل جيد، وتسيطر فعلياً على شريان حياة النفط في العالم، وهو مضيق هرمز.

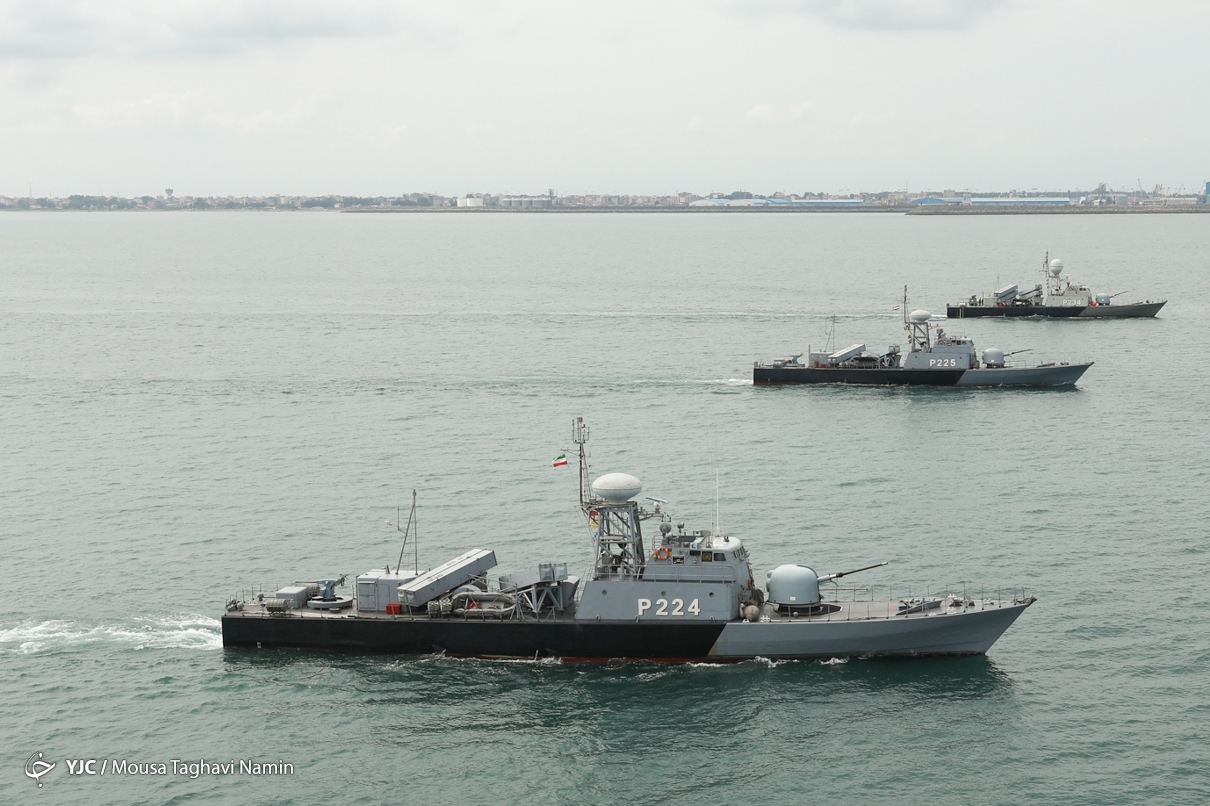
قارب أو فرقاطة بيكان القاذفة للصواريخ خلال التمرين البحري الإيراني عام 2022م. ويظهر رمز الهيكل على جانب القارب واضحاً (P224)

## نبذة مختصرة عن الزوارق السريعة الإيرانية القاذفة للصواريخ
تستند القدرات اللوجستية للقوة البحرية للحرس الثوري الإيراني على ثلاث دعامات رئيسية، وهي الزوارق السريعة والزوارق الطائرة والصواريخ والطوربيدات والقنابل المضادة للسفن الحربية. حيث ان القوة البحرية لحرس الثورة الإسلامية ضاعفت من جهودها بعد الحرب العراقية الإيرانية، من أجل تحديث وتطوير تجهيزاتها العسكرية بهدف تعزيز وتقوية تواجدها البحري لاسيما في مياه الخليج العربي ومضيق هرمز فضلاً عن تواجدها في المياه الدولية. وتهدف إستراتيجية هذه القوة بالإضافة إلى التصدي للقوات المعادية، صيانة النظام الإسلامي الإيراني في المجال البحري، حيث تمتلك الجمهورية الإسلامية في إيران شواطئ تمتد نحو (5800) كيلومتر، وأكثر من (30) ألف كيلومتر مربع من الأراضي الساحلية، مما يبرز أهمية تطوير تجهيزاتها وإمكانياتها البحرية. ولاشك ان الفصل بين مسؤوليات القوات البحرية للحرس الثوري الإيراني ومسؤوليات القوات البحرية لجيش الجمهورية الإيرانية، يحظى بأهمية بالغة حيث قامت القوات البحرية للحرس الثوري بتجهيز وحداتها بمجموعة من القطع البحرية والتجهيزات والأنظمة البحرية الفريدة من نوعها، مثل الزوارق السريعة القاذفة للصواريخ، وأنظمة الصواريخ المتطورة، بالإضافة إلى مجموعة من الطائرات الحديثة بدون طيار، بهدف صيانة وحراسة المياه الإقليمية للبلاد، فيما تم تجهيز القوات البحرية لجيش الجمهورية الإيرانية بمجموعة من السفن الحربية العملاقة القادرة على حمل المروحيات، والبوارج البحرية المتطورة والقاذفة لأنواع الصواريخ والأنظمة الصاروخية والرادارية الحديثة، من أجل أداء مهامها العسكرية في منطقة بحر عمان والمياه الدولية بأحسن وجه. ولهذا قام الحرس الثوري الإيراني بتجهيز قواته البحرية بمجموعة من الزوارق السريعة السير القاذفة للصواريخ بالاستفادة من خبراتها الذاتية.

## سبب التسمية
سُمي قارب أو زورق بيكان القاذف للصواريخ على إسم زورق إطلاق الصواريخ بيكان الذي غرق خلال عملية اللؤلؤة في بداية الحرب العراقية الإيرانية. القارب بيكان الذي استهدف وأغرق 3 راجمات صواريخ عراقية من طراز (Osa-2) عام 1980م أثناء هذه العملية، وغرق هو أيضاً في هذه العملية.

## التصميم
يُعتبَر زورق بيكان القاذف للصواريخ، أول قارب صواريخ إيراني الصنع، ومجهز بصاروخين أو أربعة صواريخ مضادة للسفن من طراز (C802 SSM) ومدفع فجر-27 عيار 76 ملم ومدفع مضاد للطائرات عيار 40 ملم. وتم تصميمه وبنائه على أساس (زورق بيكان) القاذف للصواريخ الذي قاد عملية اللؤلؤة ضد القوات العراقية بحرب الخليج الأولى.

## مواصفات القارب
دخل زورق أو قارب بيكان الصاروخي إيراني الصنع في الخدمة 29 سبتمبر/ 2003م. ويحمل رمز الهيكل (P224). تبلغ الحمولة الكاملة للقارب 275 طن. اما طوله فيبلغ 47 متر (154 قدماً و2 بوصة)، وارتفاعه 2 متر وعرض الجسم 7.1 متر، وسرعته تبلغ حوالي 36 عقدة (67 كيلومتر/ ساعة، 41 ميل/ ساعة). يعمل زورق بيكان بـ4 محركات ديزل، قوتها تبلغ (14400) حصان، (10700 كيلوواط).

## تسليح قارب بيكان
يتسلح قارب أو زورق بيكان الصاروخي بمجموعة متنوعة من الصواريخ والمدافع التي جعلت منه زورقاً حربياً ضارباً بيد القوات البحرية الإيرانية، وهذه أبرز الصواريخ والمدافع التي تم تزويد قارب بيكان بها:
- صواريخ أرض-أرض:

يتسلح قارب بيكان بـ(2) أو (4) صواريخ أرض – أرض من طراز C-802. الأمر الذي جعل منه زورقاً حربياً قاذفاً للصواريخ وضارباً بيد القوات البحرية الإيرانية.
- مدفع مضاد للطائرات:

تم تزويد قارب بيكان أيضاً بمدفع عدد 1 مضاد للطائرات عيار 40 ملم.
- مدفع فجر 27:

تم تنصيب مدفع فجر-27 عيار 76 ملم على زورق بيكان. وهو أحد أكثر المدافع البحرية تطوراً في العالم، فهو من الأسلحة الأوتوماتيكية الذكية ذات الإستخدامين إيراني الصنع. والقادر على ضرب أهداف جوية وبحرية في الوقت نفسه، حيث يتميز بكثافة النيران بمعدل إطلاق النار 120 أطلاقة في الدقيقة الواحدة. وتُعتبَر جمهورية إيران ثالث دولة في العالم تصنع هذا المدفع المتطور بعد كلٌ من الولايات المتحدة الأمريكية وإيطاليا اللتان تمتلكان تكنولوجيا صنع مثل هذه المدافع. وقد استغرق العمل عليه من قِبَل المهندسين والخبراء الإيرانيون مدة 6 سنوات. وتم تدشين الخط الإنتاجي لمدفع فجر - 27 سنة 2006م بوزارة الدفاع الإيرانية. ويبلغ مدى المدفع 17 كيلومتر. وهو قادر على إستهداف وتدمير البوارج والزوارق السريعة وقطع البحرية التابعة للعدو إضافةً إلى الأهداف الجوية والصواريخ التي تُطلَق صوب الأهداف البحرية على إرتفاع (23 ألف قدم) فوق سطح البحر.

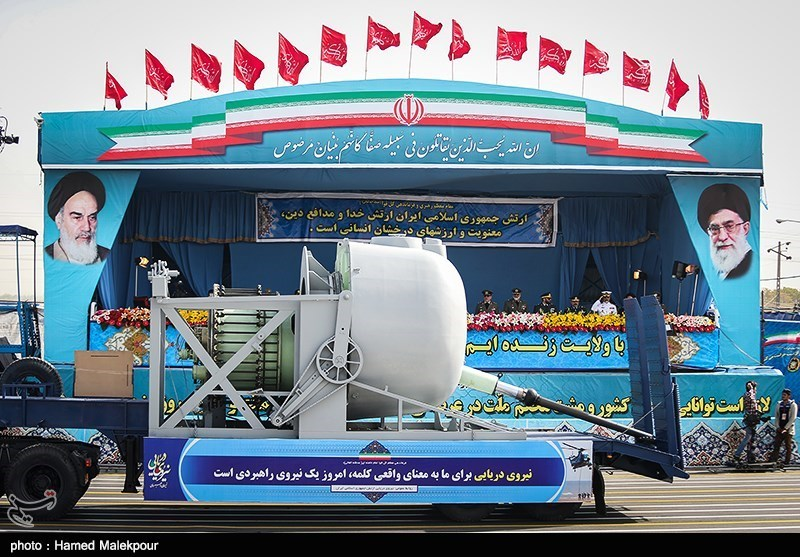
مدفع فجر 27 الإيراني

## مشاركة قارب بيكان بالمناورات العسكرية
أشركت القوات البحرية الإيرانية في مناوراتها البحرية قارب بيكان الصاروخي إلى جانب مجموعة مختلفة من قطعها البحرية كالزوارق السريعة الهجومية، وفرقاطاتها ومدمراتها لتختبر جاهزية قطعها البحرية، وكان زورق بيكان حاضراً وخاضعاً للاختبارات بعدد من هذه المناورات العسكرية وهذه أهمها:
2017م
قامت الفرفاطة بيكان القاذفة للصواريخ والمدمرة دماوند التابعتان للقوات البحرية الإيرانية بزيارة صداقة إلى الشاطئ الكازاخستاني لبحر قزوين. وقال المكتب الإعلامي التابع لوزارة الدفاع الكازاخستانية، في بيان: "هذه الزيارة تستهدف إقامة علاقات التعاون بين قوات البحرية الكازاخستانية والإيرانية والتي يزداد دورها أهمية في ظروف ضرورة ضمان الأمن الإقليمي ولا سيما في مياه بحر قزوين"، وكانت السفينتان الإيرانيتان قد زارتا الشواطئ الروسية والأذربيجانية أيضاً سنة 2017م. حيث رست مجموعة سفن حربية إيرانية في ميناء محج قلعة، مركز جمهورية داغستان الروسية. وقد دخلت مجموعة السفن الحربية الإيرانية التابعة لسلاح البحر للجيش الإيراني والمتألفة من المدمرة دماوند، والفرقاطة القاذفة للصواريخ بيكان المياه الإقليمية الروسية، ورست في ميناء ماخاتش قلعة، عاصمة جمهورية داغستان التابعة للإتحاد الروسي شمال غرب بحر قزوين.
2021م
قالت وزارة الدفاع الروسية إنها ستجري تدريبات بحرية في بحر قزوين باستخدام قاذفات صواريخ جوشان وبيكان من جمهورية إيران. وسفن حربية (G-122) و (G-124) من جمهورية أذربيجان. ومانجيستاف وساري أركا سفن من كازاخستان في أوائل سبتمبر 2021م. وقال الأدميرال سيرجي ياكيموف نائب قائد أسطول بحر قزوين الروسي، إن إيران وروسيا وكازاخستان وجمهورية أذربيجان ستجري هذه المناورات المشتركة في بحر قزوين. واعلنت وكالة ريانوفستي نقلاً عن الأدميرال ياكيموف الذي أعلن للصحفيين، أن سفن روسيا وإيران وكازاخستان وجمهورية أذربيجان ستجري مناورة مشتركة اوائل شهر سبتمبر القادم بعد إنتهاء منافسات كأس البحر. يُذكَر ان الألعاب العسكرية الدولية (آرمي -2021) التي إنطلقت عام 2021م وتستمر اسبوعين، تشمل 34 مسابقة، 12 منها في روسيا بصفتها الدولة المضيفة فيما تجري 3 مسابقات في كل من جمهورية إيران والصين وبيلاروسيا وتنظم كل من فيتنام وكازاخستان وأوزبكستان ومنغوليا مسابقين اما الجزائر وأرمينيا وصربيا وقطر والهند فتنظم كل منها مسابقة واحدة.

## معرض الصور

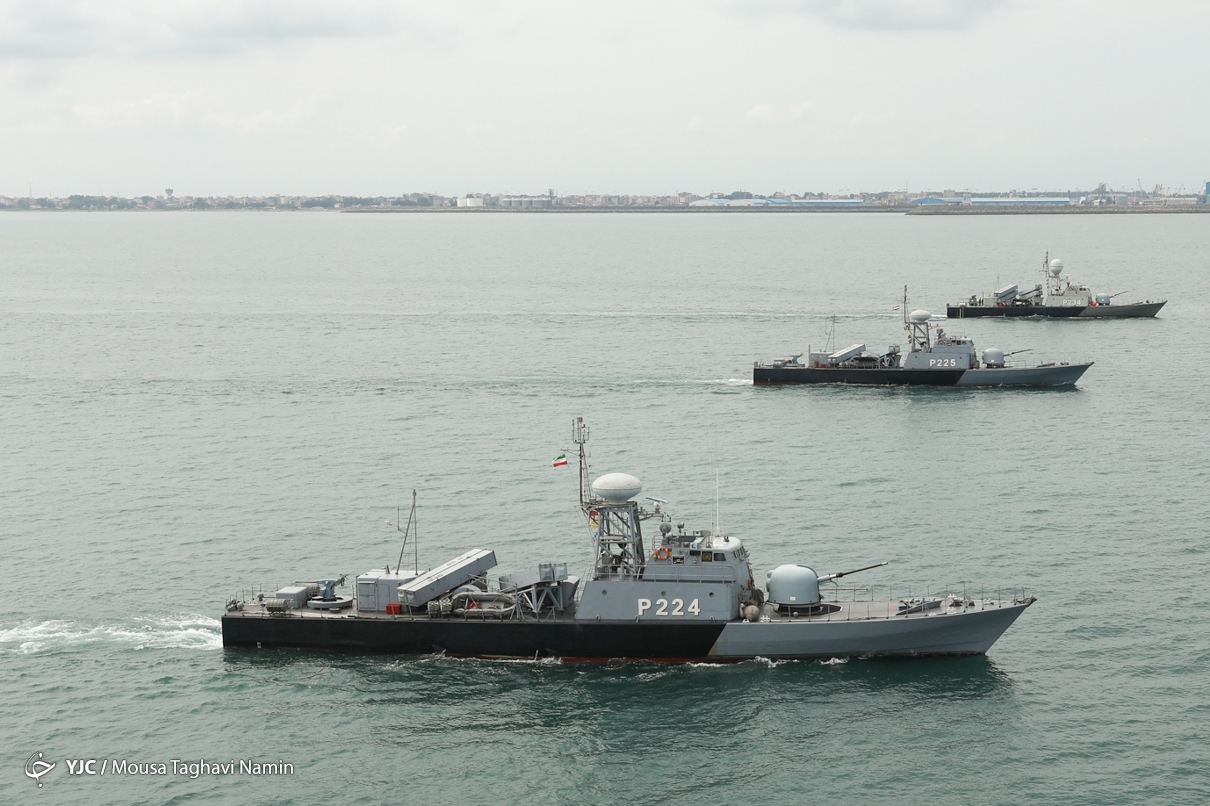
قارب أو فرقاطة بيكان القاذفة للصواريخ خلال التمرين البحري الإيراني عام 2022م. ويظهر رمز الهيكل على جانب القارب واضحاً (P224)

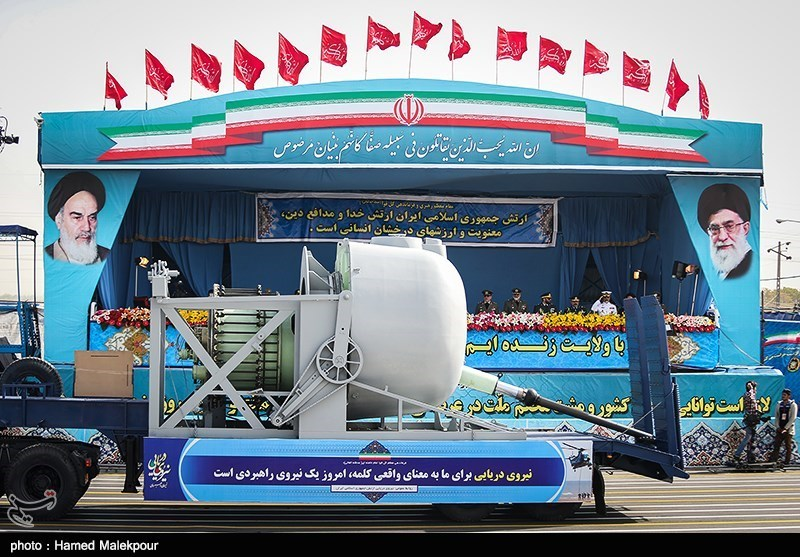
مدفع فجر 27 الإيراني